# Sankt Urban (Kärnten)
Sankt Urban ist eine Gemeinde mit 1639 Einwohnern (Stand 1. Jänner 2025) im Bezirk Feldkirchen in Österreich, im Bundesland Kärnten.

## Geographie
Sankt Urban liegt in den Gurktaler Alpen im nördlichen Mittelkärnten, etwa 10 km nordöstlich von Feldkirchen. Die Gemeinde liegt am St. Urbaner See. Das Gemeindegebiet liegt in 520 m (im Glantal) bis 1338 m Seehöhe (Hocheck, Simonhöhe).

### Gemeindegliederung
Sankt Urban ist in die fünf Katastralgemeinden Bach, Hafenberg, Rasting, St. Urban und Zirkitz gegliedert. Das Gemeindegebiet umfasst folgende 28 Ortschaften (in Klammern Einwohnerzahl Stand 1. Jänner 2025):
- Agsdorf (371)
- Agsdorf-Gegend (111)
- Bach (139)
- Bach-St. Urban (50)
- Buggl in Bach (9)
- Eggen (2)
- Gall (47)
- Gasmai (15)
- Göschl (10)
- Gößeberg (7)
- Grai (9)
- Hafenberg (54)
- Kleingradenegg (7)
- Lawesen (8)
- Oberdorf (234)
- Reggen (54)
- Retschitz (49)
- Retschitz-Simonhöhe (8)
- Rittolach (10)
- Rogg (42)
- St. Paul (5)
- St. Urban (140)
- Simonhöhe (48)
- Stattenberg (41)
- Trenk (98)
- Tumpf (12)
- Zirkitz (22)
- Zwattendorf (37)

Eine weitere Ortslage ist der Weiler Doppler in Agsdorf.

### Nachbargemeinden

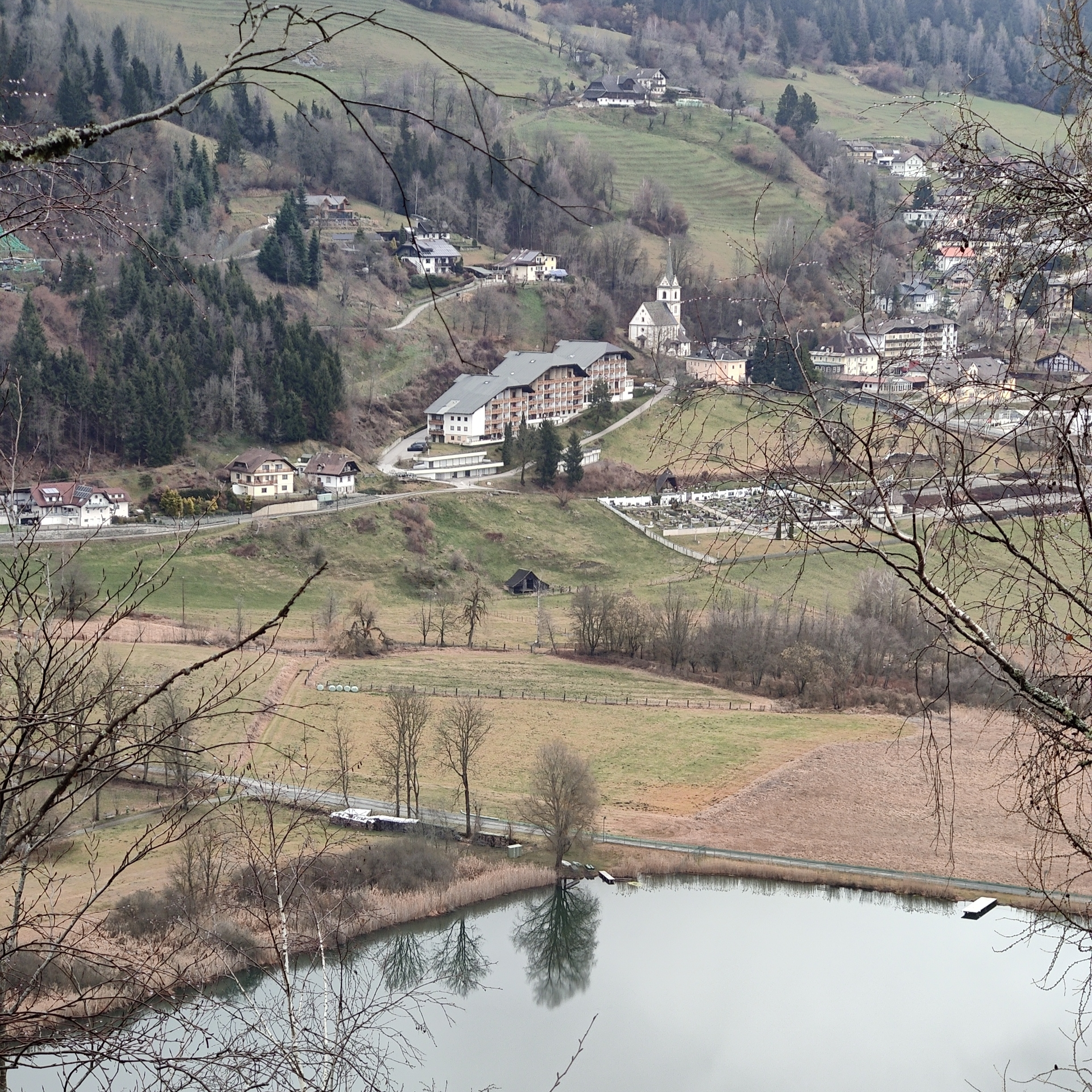
Gemeindehauptort Sankt Urban

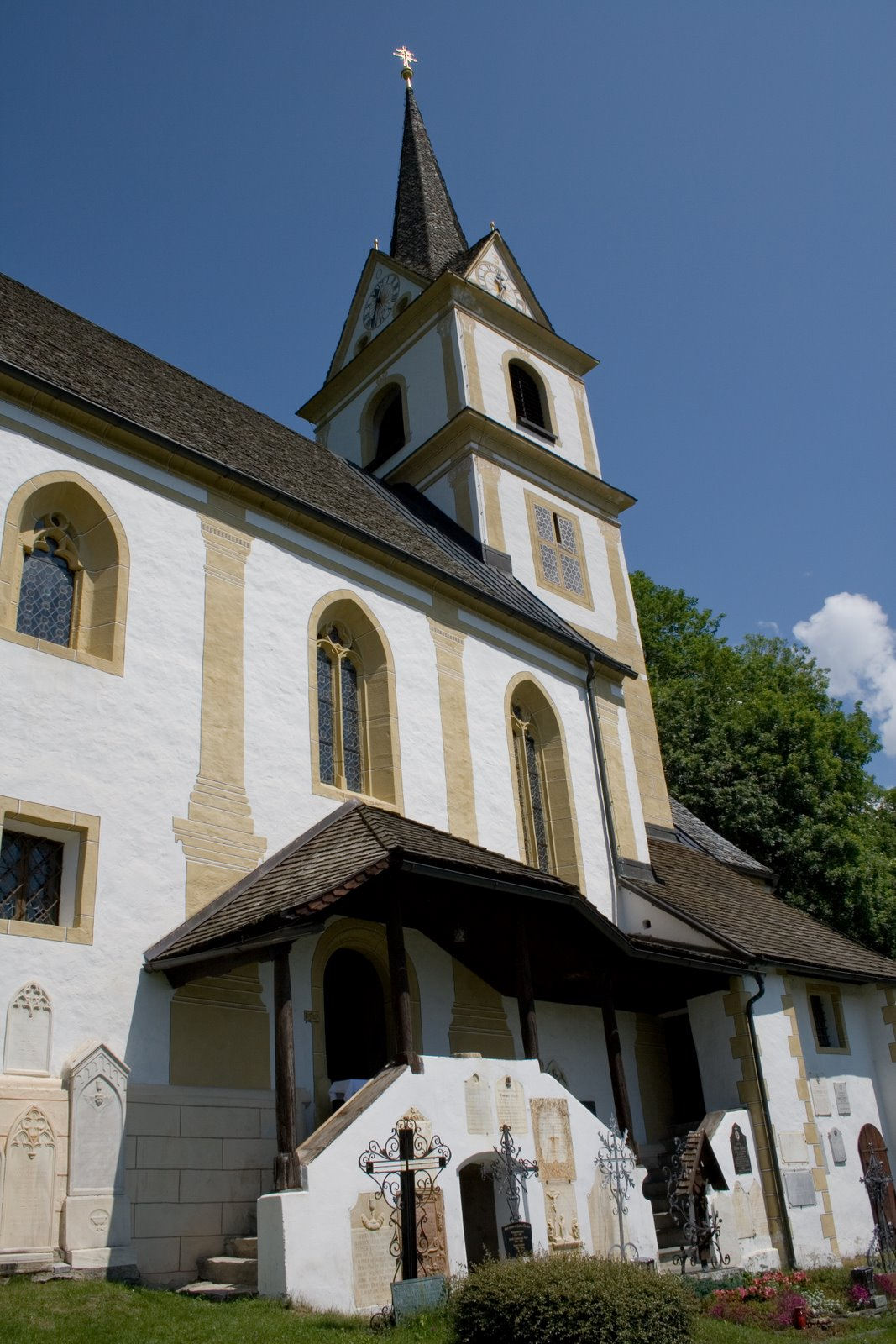
Kirche von St. Urban

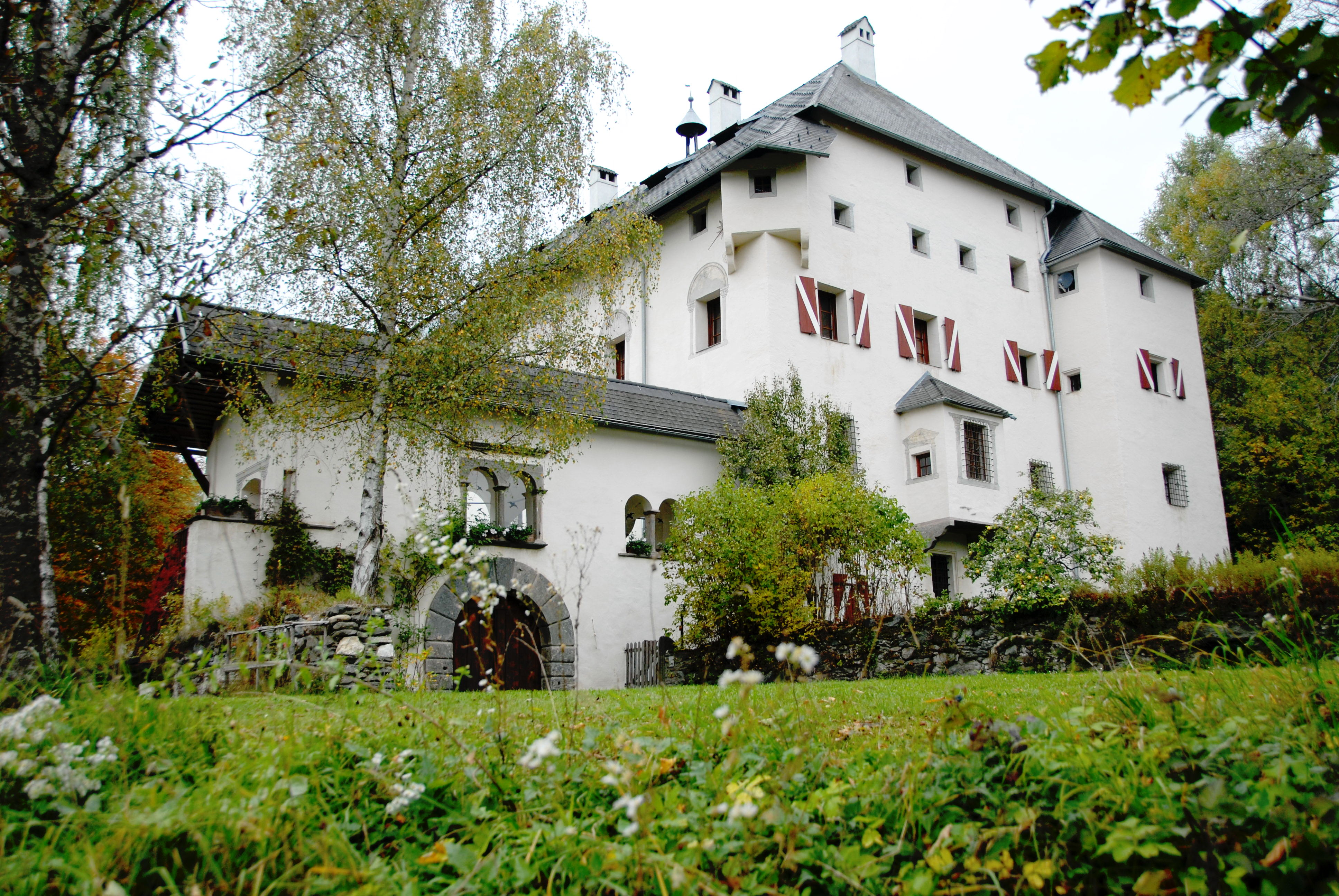
Schloss Bach bei Sankt Urban

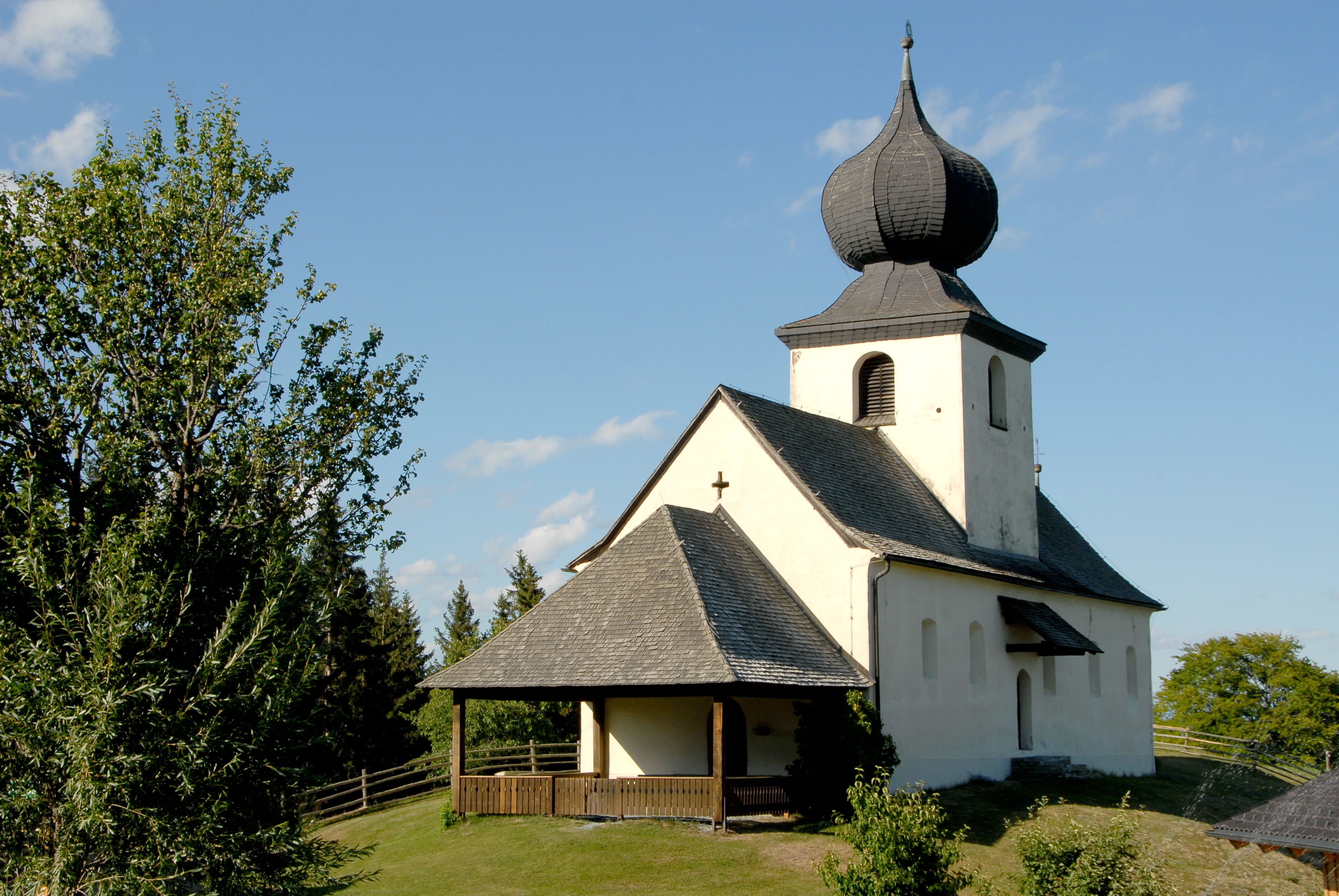
Filialkirche Hoch Sankt Paul

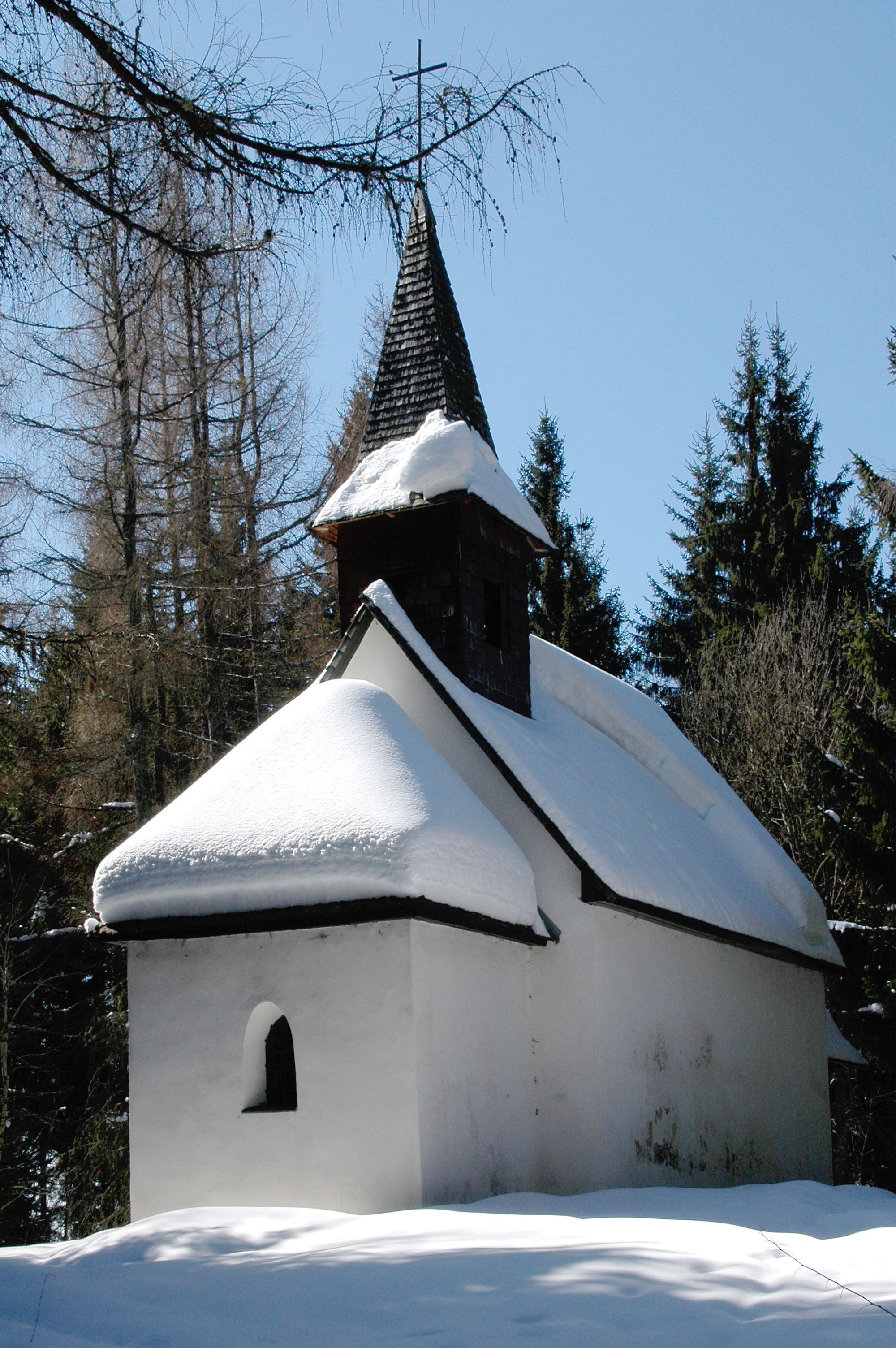
Filialkirche auf dem Veitsberg

| Steuerberg  |                                             | Frauenstein |
|             | Kompassrose, die auf Nachbargemeinden zeigt | Liebenfels  |
| Feldkirchen |                                             | Glanegg     |

## Geschichte
Hinweise auf erste Besiedlungen auf dem heutigen Gemeindegebiet stammen aus der Bronzezeit. Eine römische Mithras-Kultstätte in einer Felshöhle an der Brockenwand wird auf das Jahr 250 geschätzt, Hinweise auf eine geschlossene Ansiedlung in dieser Zeit gibt es jedoch nicht.
Die älteste urkundliche Erwähnung der Kirche sanctus urbanus stammt aus dem Jahr 1164, seit dem Jahr 1169 ist St. Urban eigenständige Pfarre. Der größte Teil der Bevölkerung war zu dieser Zeit dem Stift Ossiach untertänig. Aus dem 12. Jahrhundert stammen auch Urkunden über die Hafnerburger, herzogliche Ministerialen, die die Hafnerburg errichteten.
Im späten 15. Jahrhundert gab es Türkeneinfälle. Im 16. und 17. Jahrhundert spielte der Gold- und Kupferbergbau am Gößeberg eine bedeutende Rolle.
Die politische Gemeinde St. Urban hat sich 1849/50 konstituiert. Der Umfang des Gemeindegebiets hat sich seither, abgesehen von einer kleineren Gebietskorrektur zugunsten der Gemeinde 1973, nicht verändert.

## Bevölkerung
Bei der Volkszählung 2001 hatte Sankt Urban 1440 Einwohner, davon besaßen 96,0 % die österreichische und 1,6 % die deutsche Staatsbürgerschaft. 90,8 % der Bevölkerung bekannten sich zur römisch-katholischen und 4,4 % zur evangelischen Kirche, 2,6 % waren ohne religiöses Bekenntnis.

## Kultur und Sehenswürdigkeiten
- Pfarrkirche Hl. Urban, barockisierte spätgotische Kirchenbau, urkundlich erstmals 1164 erwähnt, im ersten Viertel des 16. Jahrhunderts umgebaut und erweitert, 1957 restauriert. Chor und Chorturm stammen aus dem 14. Jahrhundert.[3]
- Filialkirche Kleingradenegg
- Filialkirche Hoch St. Paul
- Das Schloss Bach, ein Renaissancebau mit Schindeldach aus der ersten Hälfte des 16. Jahrhunderts, befindet sich an einem Hang nördlich des St. Urbaner Sees.
- Auf dem Gemeindegebiet finden sich auch Reste der Hafnerburg.
- Eine Mithraskultstätte befindet sich in einer natürlichen Felshöhle an der Südseite der Brockenwand, oberhalb des Urbansees. An der Ostseite ist ein einfaches Bildnis des Sonnengottes Mithras in den Fels hineingemeißelt.

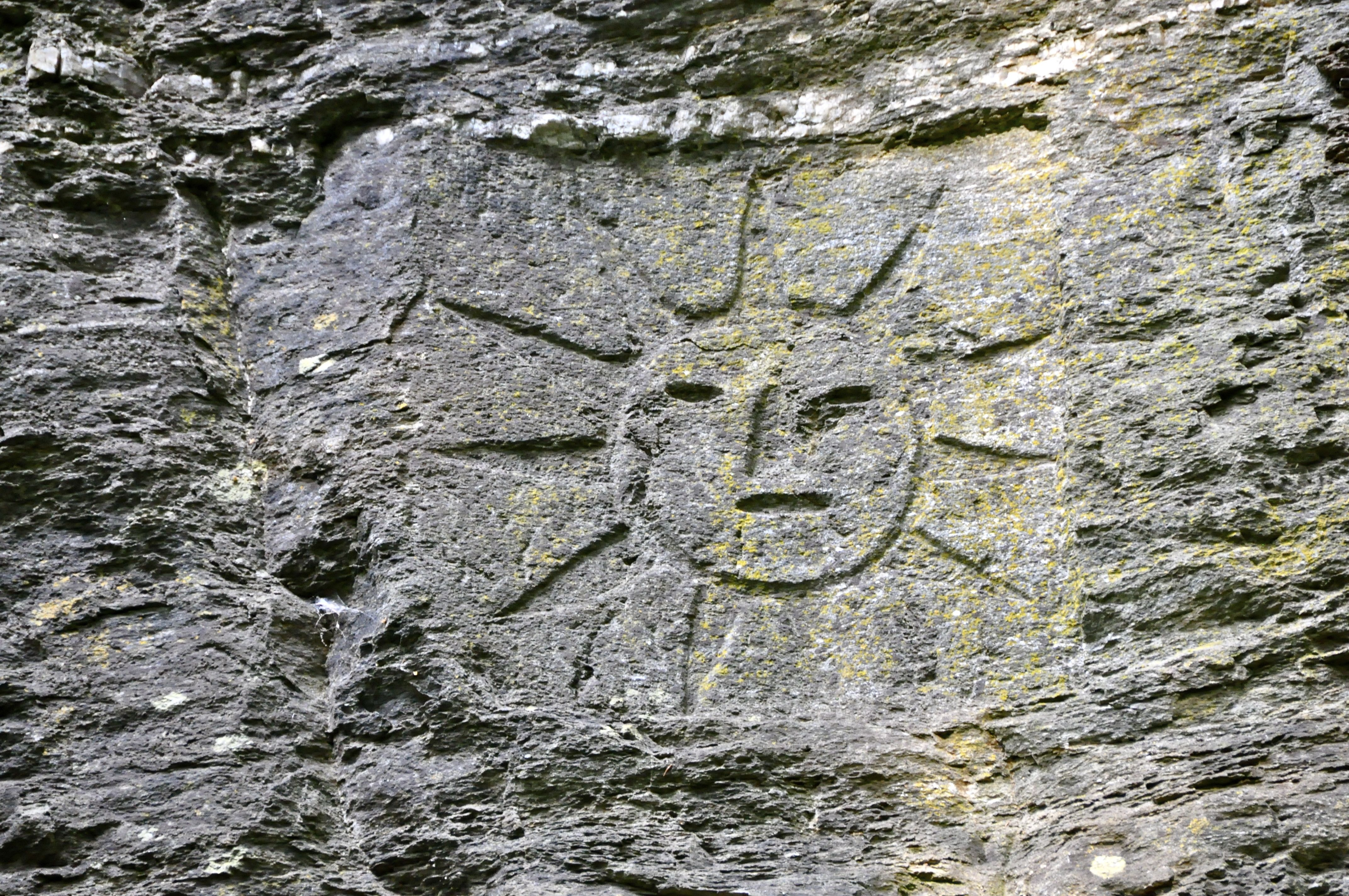
Mithrasfels
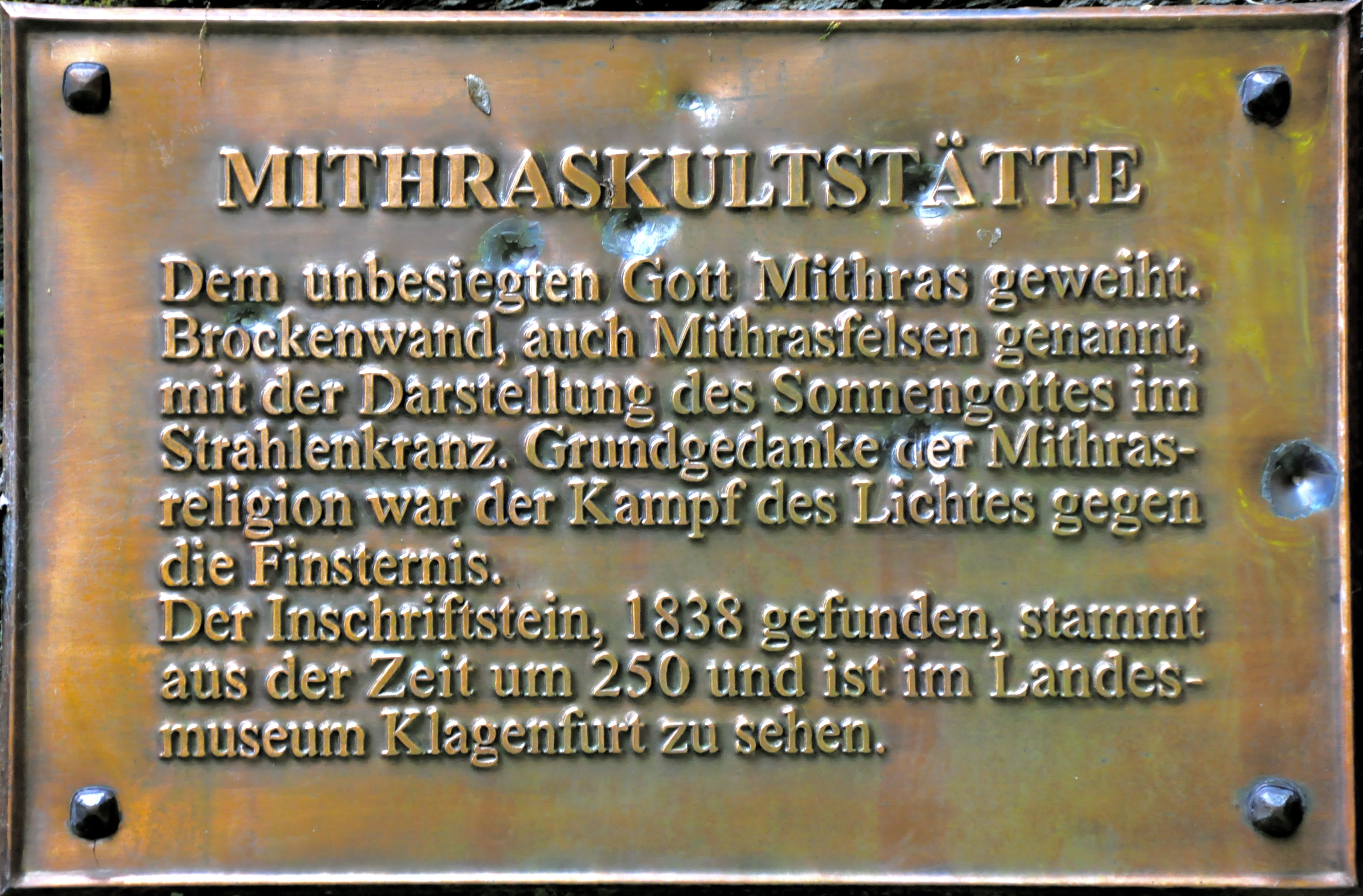
Gedenktafel an der Mithraskultstätte
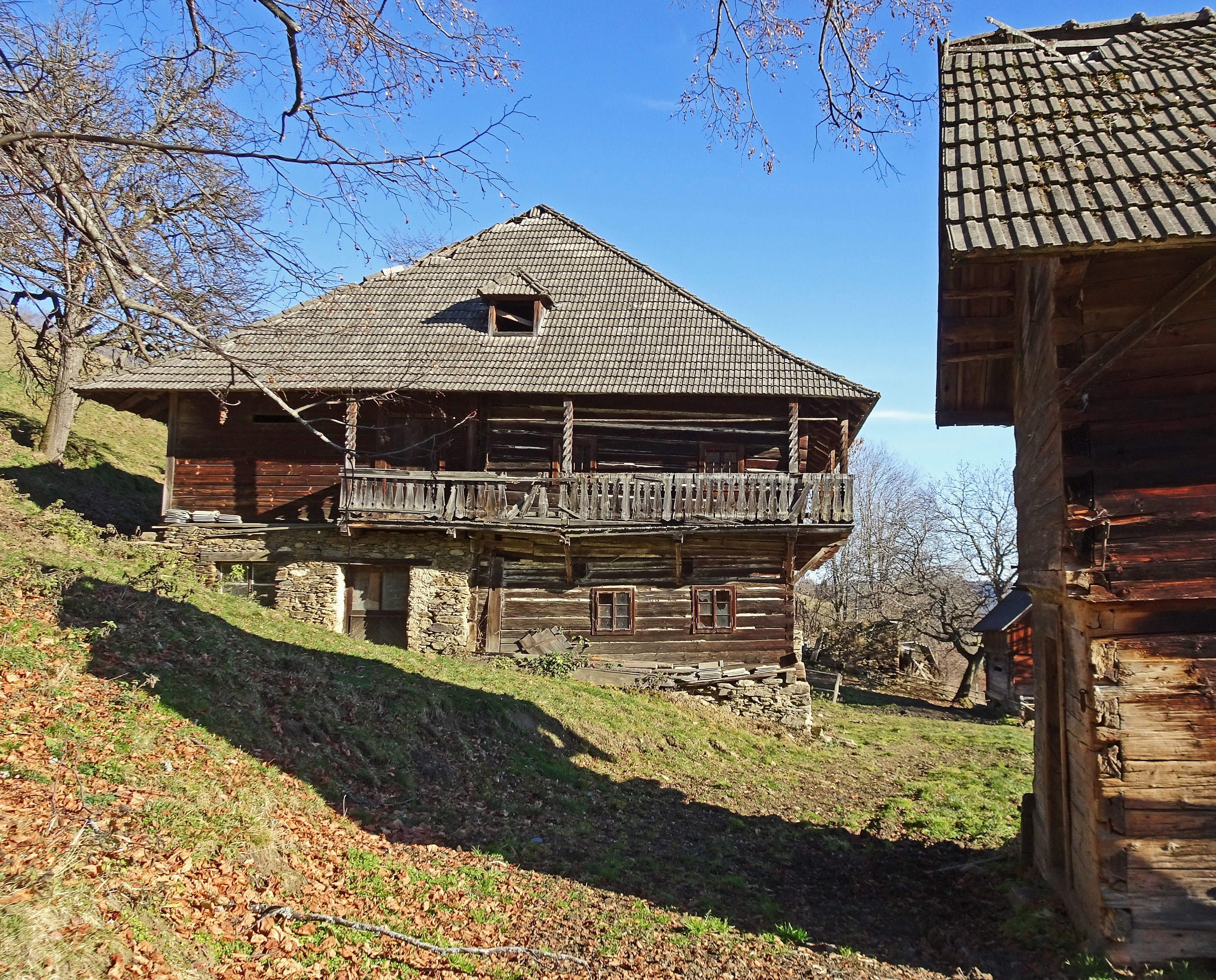
Verfallendes Gehöft in Zirkitz

### Dobra Moor
Das Dobra Moor (andere Bezeichnungen sind Jakobimoor oder Freundsamer Moos) liegt in einer Seehöhe von 902 m. Umgeben von sanften Hügeln und Bergen, wie zum Beispiel Gößeberg, Paulsberg und Illmitzer Wald, ist es der Lebensraum für eine artenreiche Pflanzenwelt, die für Moore typisch ist. Dieses Moor beherbergt auch die  Nordische Birke, ein Überbleibsel aus der Eiszeit, und wurde in Kärnten erst im Jahre 1922 entdeckt.

### Skigebiet Simonhöhe
Die Simonhöhe mit den Höhen Hocheck und Paulsberg ist ein beliebtes Skigebiet in Mittelkärnten.

## Wirtschaft und Infrastruktur
Vorherrschend ist Land- und Forstwirtschaft. Daneben spielen Sommer- (See) und Wintertourismus (Skigebiet Simonhöhe) eine Rolle.

### Wirtschaftssektoren
Die folgende Tabelle zeigt die Entwicklung der Anzahl der Betriebe und der Beschäftigten in den Wirtschaftssektoren:
| Wirtschaftssektor            | Anzahl Betriebe | Anzahl Betriebe | Anzahl Betriebe | Erwerbstätige | Erwerbstätige | Erwerbstätige |
| Wirtschaftssektor            | 2021            | 2011            | 2001            | 2021          | 2011          | 2001          |
| ---------------------------- | --------------- | --------------- | --------------- | ------------- | ------------- | ------------- |
| Land- und Forstwirtschaft 1) | 40              | 74              | 84              | 58            | 49            | 47            |
| Produktion                   | 21              | 15              | 8               | 146           | 150           | 76            |
| Dienstleistung               | 88              | 55              | 42              | 217           | 118           | 107           |

1) Betriebe mit Fläche in den Jahren 2010 und 1999, Arbeitsstätten im Jahr 2021

### Unternehmen
Der Abbau des Metadiabas (Blaugrüner Carat) durch das Unternehmen Kogler Naturstein ist international von Bedeutung.

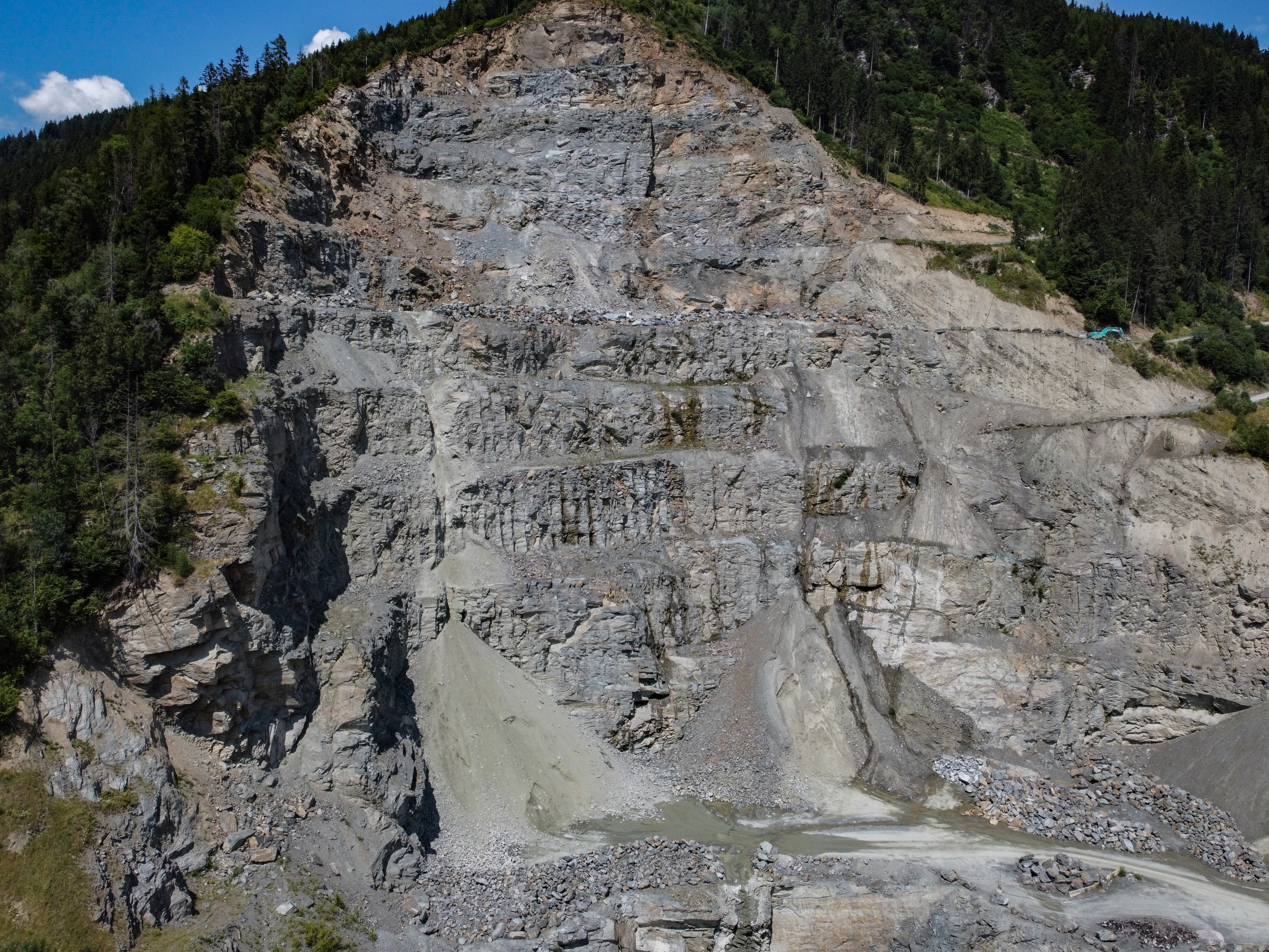
Der Diabas-Steinbruch in St. Urban
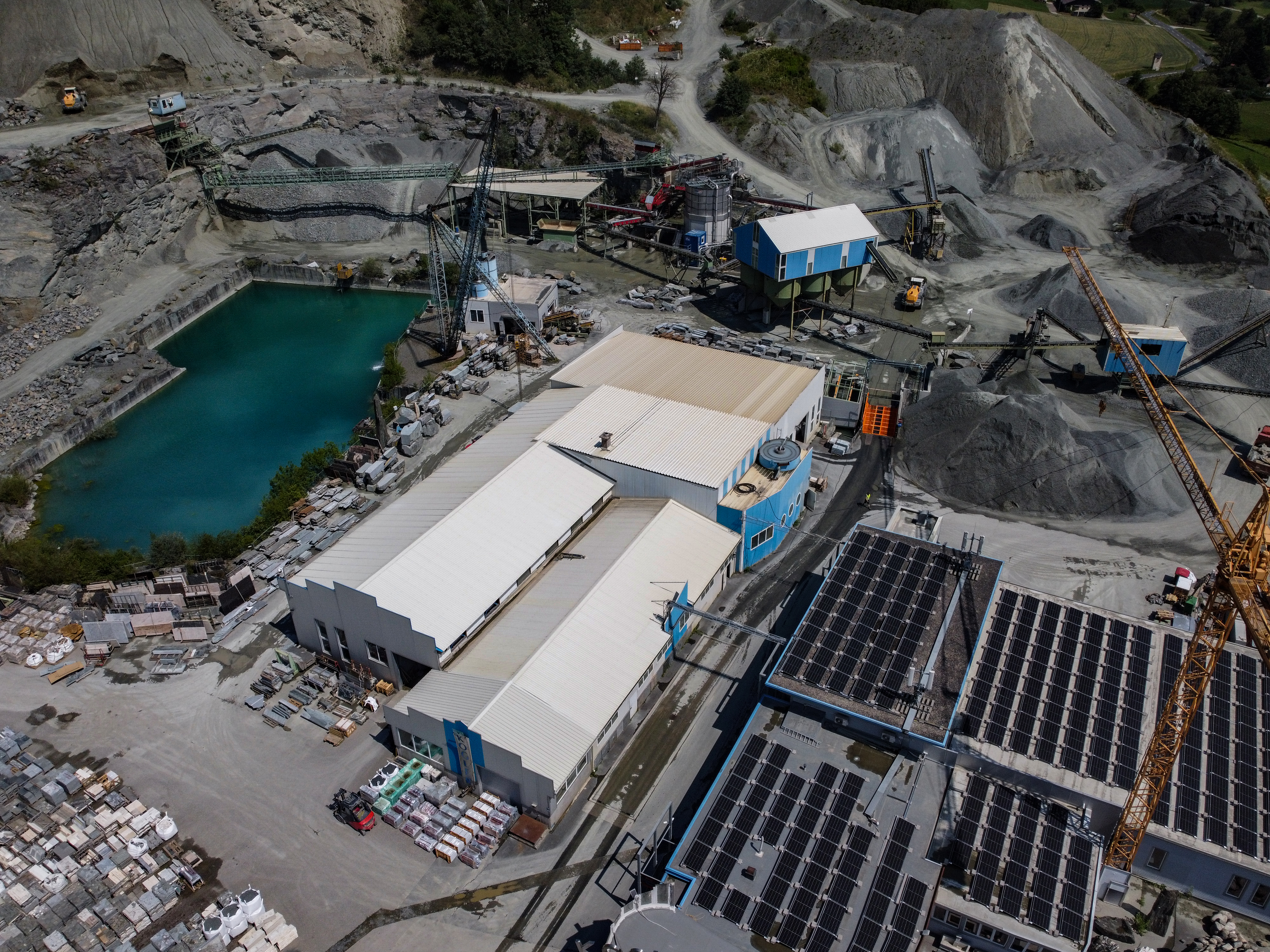
Die Fertigungs- und Nass-aufbereitungsanlage von Kogler Naturstein

### Verkehr
- Eisenbahn: Die südliche Gemeindegrenze entlang verläuft die Rudolfsbahn mit Schnellbahnverbindungen nach Villach und Sankt Veit an der Glan.[8]
- Straße: Die wichtigste Straßenverbindung ist die parallel zur Bahn verlaufende Ossiacher Straße B94.

## Politik

### Gemeinderat
Der Gemeinderat von St. Urban hat 15 Mitglieder und setzt sich seit der Gemeinderatswahl 2021 wie folgt zusammen:
- 9 FPÖ
- 6 WIR

### Bürgermeister
- bis 2009 Hermann Huber (SPÖ), davor Johann Scheiber
- seit 2009 Dietmar Rauter (BZÖ bzw. FPÖ)[10][11][12]

### Wappen
Von dem Ministerialengeschlecht, das im Mittelalter die Hafnerburg bewohnte, ist erstmals am 4. Mai 1230 ein Wappen überliefert, das aber vor 1322 von den Himmelbergern übernommen wurde und bildet seit 1960 das Wappen der Gemeinde Himmelberg. St. Urban hat daher nur einen Teil dieses Wappens. den silbernen Schrägrechtsbalken in Rot, übernommen.
Wappen und Fahne wurden der Gemeinde am 10. September 1990 verliehen. Die amtliche Blasonierung des Wappens lautet wie folgt:

„In Rot ein silberner Schrägrechtsbalken, oben begleitet von einer silbernen Sonne, unten von einem silbernen Zweig der Strauchbirke (betula humilis) mit zwei silbernen Blättern.“

Die silberne Sonne spielt einerseits auf die Mithras-Inschrift auf einem im 19. Jahrhundert am Wirtshaus zu St. Urban gefundenen Römerstein an, kann aber auch als Symbol für den Fremdenverkehr gedeutet werden. Die nordische Strauchbirke (betula humilis) im unteren Teil des Wappens ist eine Besonderheit im Dobramoor oder Freudsamer Moos, ein aus den Schmelzwässern der Eiszeit entstandenes und erhaltenes Moor im Gemeindegebiet.
Die Fahne ist Weiß-Rot mit eingearbeitetem Wappen.

## Persönlichkeiten
- Johann Scheiber (1927 – 2023), Land- und Forstwirt, Hotelier und Gastwirt, langjähriger Bürgermeister von St. Urban, Begründer des Skigebietes Simonhöhe
- Valentin Stubinger (* 1959), überregional bekannter Entertainer
- Engelbert Brenter (1897–1976), österreichischer Erfinder und Unternehmer
- Erik Schinegger (* 1948 in Agsdorf), ehemaliger österreichischer Skirennläufer
- Alfons Marktl, Eisstockweltmeister 2016
- Dietmar Rauter (* 1973), Bürgermeister von St. Urban und Abgeordneter zum Kärntner Landtag